# 盧柔
盧 柔（ろ じゅう、生没年不詳）は、北魏から北周にかけての人物。字は子剛。本貫は范陽郡涿県。

## 経歴
盧崇（字は元礼）の子として生まれた。幼くして孤児となり、叔母に養育された。学問を好み、文章を得意としたが、吃音のため持論を語ることはできなかった。臨淮王元彧に見いだされて、その娘を妻とした。
北魏の孝武帝と高歓のあいだが険悪となり、賀抜勝が荊州牧として出向するよう命じられると、盧柔は賀抜勝に従って荊州に入った。盧柔は荊州大行台郎中となり、書記をつかさどった。賀抜勝が太保となると、盧柔は太保掾となり、冠軍将軍の位を加えられた。孝武帝が賀抜勝に兵を率いて洛陽に入るよう要請すると、賀抜勝は盧柔にどう対応すべきか訊ねた。盧柔は「洛陽におもむいて忠誠を示し、高歓と決戦するのが、上策です。北は魯陽を阻止線とし、南は湖南の地を併呑し、東は兗州・豫州に連なり、西は関中に接し、10万の兵を擁して天下の情勢を見定めるのが、中策です。三荊の地を挙げて南朝梁と通じるのは、一身の安全を図って功名を去るというもので、下策です」と答えた。賀抜勝は若輩者の言うこととして、笑って聞き入れなかった。
534年、孝武帝が関中に入り、東魏が侯景を派遣して穣を襲うと、賀抜勝は敗れて南朝梁に逃れた。盧柔も賀抜勝に従って梁に入った。賀抜勝が帰国を求めて武帝に上表すると、武帝はその上表文を見て言辞の彩りを褒めた。上表文を盧柔が書いたことを知ると、舎人を派遣してねぎらい、錦を贈った。後に盧柔は賀抜勝とともに帰国の途につき、襄陽まできたとき、東魏の高歓は賀抜勝が西魏に入ることをおそれ、侯景を派遣して軽騎で迎え撃たさせた。賀抜勝と盧柔は、船を棄てて山中に入り、食糧を遺棄して険阻な道を数百里進んだ。秋も深まり、同行者たちは飢えと寒さのため多くの死者を出した。豊陽県の境で、盧柔は道に迷い、ひとり木の下を宿として、寒雨に衣を濡らし、あやうく死にかけた。
536年、長安に入った。容城県男に封じられた。宇文泰に才能を重んじられて、行台郎中となり、平東将軍の位を加えられ、従事中郎に任じられて、蘇綽とともに機密を扱った。沙苑の戦いの後、西魏軍の勝利の余勢で、汝州と潁州の間から西魏につく者が多く現れた。書簡が1日に100通あまりも往来したが、盧柔が時宜にかなった返書をしたため、情勢は西魏にとってうまく運んだ。爵位は子爵に進み、中書舎人に任じられた。司農少卿となり、郎に転じ、著作を兼ね、起居注の撰にあたった。後に黄門侍郎となった。552年、軍騎大将軍・儀同三司・散騎常侍・中書監の位を加えられた。
557年、北周が建国されると、小内史の位を受け、内史大夫に転じ、開府儀同三司に進んだ。在官のまま死去した。盧柔の作った詩・頌・碑銘・檄文・上表文などは数十篇が伝えられた。
子の盧愷が後を嗣いだ。

## 伝記資料
- 『周書』巻32 列伝第24
- 『北史』巻30 列伝第18